# سانفورد
سانفورد (به لاتین: Sunnfjord) یک منطقهٔ مسکونی در نروژ است که در سون او فیوردانه واقع شده‌است. سانفورد ۴٬۴۷۶ کیلومتر مربع مساحت و ۴۳٬۳۲۴ نفر جمعیت دارد.